# Dr. Luke
Łukasz Sebastian Gottwald (nascido em 26 de setembro de 1973), mais conhecido pelo nome artístico de Dr. Luke, é um guitarrista, produtor e compositor americano. Também chegou a usar os pseudônimos Tyson Trax e Made In China. Em 1997, começou sua carreira profissional na música no programa de televisão de comédia Saturday Night Live, produzindo também remixes para artistas como Bon Jovi e Gravediggaz. Ele começou a ter grande destaque no cenário musical em 2004, com a produção do single "Since U Been Gone", de Kelly Clarkson, junto com o então já renomado produtor Max Martin, com quem tem feito parceria na composição e produção de um grande número de canções.
Luke é conhecido por produzir para artistas como Jessie J, Kesha, Kim Petras, Miley Cyrus, Miranda Cosgrove, Christina Aguilera, Adam Lambert, Katy Perry, Kelly Clarkson, Flo Rida, Jibbs, Lady Sovereign, Kelis, Avril Lavigne, Leona Lewis, Britney Spears, Missy Elliott, P!nk, Lil' Mama, Mos Def, Backstreet Boys, Daughtry, The Veronicas, Carlos Santana, Vanessa Hudgens, Sugababes, Doja Cat, Latto, Nicki Minaj, Taio Cruz e will.i.am.
Foi o guitarrista na Saturday Night Live Band por dez temporadas (dez anos), deixando a banda no final da temporada 2006-2007. Ele trabalhou no álbum de estreia da cantora americana Kesha. Produziu canções que alcançaram o topo do Billboard Hot 100, como "Tik Tok", de Kesha, "Hold It Against Me", de Britney Spears, "Girlfriend", de Avril Lavigne, "California Gurls", de Katy Perry, ou "Wrecking Ball", de Miley Cyrus.

## Controvérsias
Dr. Luke foi acusado pela cantora Kesha - com que tinha começado a trabalhar em 2005 - de realizar "abuso sexual, físico, verbal e psicológico contra ela, de modo a manter total controle sobre a carreira da artista" durante o período em que trabalharam juntos.
Em outubro de 2014, Kesha entrou com um processo buscando anular seu contrato com a Sony Music Entertainment, para que pudesse lançar novos materiais sob seu nome, através de uma liminar que a permitisse trabalhar em outras gravadoras, não tendo assim que trabalhar com Gottwald. Gottwald negou todas as acusações de Kesha e entrou com um processo contra ela e sua mãe, Pebe Sebert, alegando quebra de contrato e que as acusações da cantora seriam uma tentativa de extorsão.
Em fevereiro de 2016, a Suprema Corte do estado de Nova York negou o pedido de Kesha pela liminar. No mesmo mês, representantes da Sony Music alegaram não poder encerrar a relação contratual entre Luke e Kesha, pois a cantora estava sob contrato com a companhia de Dr. Luke, a Kasz Money, e por isso a Sony não poderia interferir. Kesha já havia declarado estar disposta a continuar a trabalhar com a Sony, desde que não tivesse que trabalhar com Dr. Luke.
Após perder o processo em 2016, Kesha voltou a lançar materiais sob seu nome, ainda sob o selo Kemosabe Records, de Dr. Luke. No entanto, ele não é citado nos créditos de seu terceiro álbum de estúdio, Rainbow, mas ainda assim seguiu lucrando com esse trabalho devido ao fato de o mesmo ter sido lançado através da Kemosabe Records. O litígio judicial entre Kesha e Gottwald só terminaria em junho de 2023, um mês depois de Kesha ter lançado o seu último álbum sob a Kemosabe Records, Gag Order.